# براندان كيري
براندان كيري (بالإنجليزية: Brendan Kerry)‏ هو متزلج فني أسترالي، ولد في 18 نوفمبر 1994 في سيدني في أستراليا.

## وصلات خارجية
- براندان كيري على موقع الاتحاد الدولي للتزلج (الإنجليزية)
- براندان كيري على موقع اللجنة الأولمبية الدولية (الإنجليزية)
- براندان كيري على موقع أوليمبيديا (الإنجليزية)
- براندان كيري على موقع اللجنة الأولمبية الأسترالية (الإنجليزية)